# Popești-Leordeni
Popești-Leordeni is een gemeente in Ilfov. Ilfov is het district dat Boekarest omringd. Popești-Leordeni ligt in de regio Muntenië, in het zuiden van Roemenië.
1 Decembrie · Afumați · Balotești · Berceni · Brănești · Cernica · Chiajna · Ciolpani · Ciorogârla · Clinceni · Corbeanca · Cornetu · Dărăști-Ilfov · Dascălu · Dobroești · Domnești · Dragomirești-Vale · Găneasa · Glina · Grădiștea · Gruiu · Jilava · Moara Vlăsiei · Mogoșoaia · Nuci · Periș · Petrăchioaia · Snagov · Ștefăneștii de Jos · Tunari · Vidra